# Shan Ying
Shan Ying (n. 7 august 1978) este o înotătoare chineză, medaliată olimpică. A participat la o ediție a Jocurilor Olimpice (1996) în care a câștigat o medalie de argint și o medalie de bronz.